# مهندسی پروتئین
مهندسی پروتئین (به انگلیسی Protein engineering) فرایند توسعه پروتئین‌های باارزش و مفید است و رشته‌ای جوان با حوزه تحقیقاتی فراوان محسوب می‌شود. این تحقیقات عمدتاً به‌منظور درک فولدینگ (تاشدگی) پروتئین‌ها و و شناخت اصول طراحی پروتئین انجام شده‌است. مهندسی پروتئین همچنین بازار گسترده‌ای از محصولات و خدمات را داراست. این بازار برای سال ۲۰۱۷ در حدود ۱۶۸ میلیارد دلار تخمین زده شده‌است.

## استراتژی
دو استراتژی کلی برای مهندسی پروتئین وجود دارد:
1. طراحی منطقی پروتئین و
2. تکامل جهت دار.

محققان اغلب از هر دوی این روش‌ها استفاده می‌کنند. در آینده، شناخت جزئی تر ساختار و عملکرد پروتئین و پیشرفت در غربالگری ممکن است بتوانند تا حد زیادی توانایی مهندسی پروتئین را افزایش دهند. حتی ممکن است در نهایت امکان رمزگذاری اسیدآمینه‌های جدید و غیرطبیعی نیز ایجاد شود.

## طراحی منطقی
در طراحی منطقی پروتئین یک محقق از دانش دقیق ساختار و عملکرد یک پروتئین برای ایجاد تغییرات دلخواه استفاده می‌کند. از فواید طراحی منطقی می‌توان به ارزان بودن و آسان بودن تکنیک اشاره نمود. از این رو روش‌های جهش زایی هدفمند (site directed mutagenesis) به‌خوبی توسعه یافته‌اند. با این حال، مشکل عمده این روش این است که اغلب شناخت دقیقی از ساختار یک پروتئین وجود ندارد. حتی در صورتی که ساختار پروتئین مشخص باشد، پیش بینی تأثیر جهش دشوار است.

## تکامل هدایت شده
در تکامل هدایت شده، برای یک پروتئین جهش زایی تصادفی اعمال می‌شود. به بیان دیگر مجموعه ای از جهش‌ها انجام گرفته و سپس گزینش‌های بعدی اعمال می‌شود. این روش از تکامل طبیعی باعث می‌شود نتایج بهتری از طراحی منطقی پروتئین بدست آید. تکنیک دیگری که DNA shuffling (همزدن DNA) نامیده می‌شود قطعات واریانت‌های مطلوب را با یکدیگر ترکیب کرده تا نتیجه بهتری حاصل شود. چنین فرایندهایی از نوترکیبی که به شکل طبیعی در تولیدمثل جنسی رخ می‌دهد تقلید می‌کنند. از جمله مزایای تکامل جهت دار این است که نیازی به دانش قبلی در مورد ساختار پروتئین نداریم. همچنین پیش گویی تأثیر یک جهش هم لازم نیست.
در واقع در موتاسیون زایی جهت دار نتایج آزمایشات و ایجاد تغییرات دلخواه اغلب برایمان غیرمنتظره است. یکی از معایب این است که به منظور یافتن جهش‌های مطلوب، باید غربالگری با توان بالا (high-throughput screening) انجام شود که این برای همه پروتئین‌ها امکان‌پذیر نیست. مقادیر بالایی از DNA ی نوترکیب باید جهش یافته و محصولات برای ویژگی‌های دلخواه باید غربال شوند. تعداد زیادی از واریانت‌ها اغلب نیازمند تجهیزات رباتیک گران‌قیمت برای اتوماتیک کردن (خودکارسازی) فرایندها می‌باشند. علاوه بر این، همه فعالیت‌های موردنظر نمی‌توانند به راحتی غربال شوند.

### مثال‌های از پروتئین‌های مهندسی شده
به منظور طراحی پروتئینی با یک تاخوردگی جدید به نام TOP7 و حس گرهایی برای مولکول‌های غیرطبیعی از روش‌های محاسباتی استفاده شده‌است. مهندسی پروتئین‌های ترکیبی، داروی Rilonacept را تولید کرده‌است که دارای تاییدیه سازمان غذا و دارو برای درمان سندرم دوره ای مرتبط با کرایوپرین (cryopyrin) می‌باشد.

## مهندسی آنزیم‌ها
مهندسی آنزیم، استفاده از تغییر ساختار آنزیم (و بنابراین عملکردش) یا تغییر فعالیت کاتالیتیک آنزیم‌های جداسازی شده برای تولید متابولیت‌های جدید است. این تغییرات به منظور شکل گیری مسیرهای جدید برای واکنش‌ها یا تبدیل تعدادی از محصولات به محصولات دیگر (زیست ترانسفورماسیون) انجام می‌شود. این محصولات به عنوان مواد شیمیایی، دارو، سوخت، غذا یا افزودنی‌های کشاورزی مفید می‌باشند.
یک رئاکتور آنزیمی از یک ظرف حاوی محیط واکنش تشکیل شده‌است که برای اجرای یک تبدیل دلخواه بوسیله ابزارهای آنزیمی استفاده می‌شود. آنزیم‌های استفاده شده در این فرایندها در محلول آزاد هستند.